# Aleksandr Buryj
Aleksandr Buryj, bělorusky Аляксандр Буры, Aljaksandr Bury, (* 14. září 1987 Minsk) je běloruský profesionální tenista. Ve své dosavadní kariéře na okruhu ATP World Tour vyhrál jeden deblový turnaj. Na challengerech ATP a okruhu ITF získal do července 2017 jeden titul ve dvouhře a dvacet sedm ve čtyřhře.
Na žebříčku ATP byl ve dvouhře nejvýše klasifikován v únoru 2014 na 366. místě a ve čtyřhře pak v říjnu 2015 na 59. místě. Trénuje ho Igor Bobkov.

## Tenisová kariéra
V běloruském daviscupovém týmu debutoval v roce 2009 baráží 1. skupiny zóny Evropy a Afriky proti Makedonii, v němž k výhře 4:1 na zápasy přispěl, v páru s Maxem Mirným, bodem ze čtyřhry. Do září 2017 v soutěži nastoupil k jedenácti mezistátním utkáním s bilancí 2–1 ve dvouhře a 6–4 ve čtyřhře.
Na Letní Univerziádě 2011 v Šen-čenu získal tři stříbrné medaile v družstvech, smíšené a mužské čtyřhře a také bronzový kov z dvouhry.
Bělorusko reprezentoval na londýnských Letních olympijských hrách 2012 spolu s Maxem Mirným v soutěži mužské čtyřhry. Účast si automaticky zajistili díky Mirného postavení v první desítce žebříčku ATP, když byl k datu zápisu světovou jedničkou. V úvodním kole však vypadli s indickými turnajovými sedmičkami Maheshem Bhupathim a Rohanem Bopannou.
Po boku krajana Sergeje Betova si zahrál semifinále čtyřhry halového PBZ Zagreb Indoors 2015, kde podlehli francouzsko-indickému páru Fabrice Martin a Purav Radža. Do semifinále se podíval také s uzbeckým reprezentantem Denisem Istominem na Geneva Open 2015, kde je přehráli pozdější kolumbijští vítězové Juan Sebastián Cabal a Robert Farah.
Premiérový titul na okruhu ATP tour vybojoval na srpnovém Swiss Open 2015 ve švýcarském letovisku Gstaad, když ve finále čtyřhry s Uzbekem Denisem Istominem porauli dvojici Oliver Marach a Ajsám Kúreší poměrem 3–6, 6–2 a [10–5].
Zúčastnil se také Her XXXI. olympiády v Riu de Janeiru. Spolu s Maxem Mirným v mužské čtyřhře skončili v úvodním kole na raketách rakouského páru Oliver Marach a Alexander Peya.

## Finále na okruhu ATP World Tour
| Legenda (před/od 2009)                                   |
| D – dvouhra; Č – čtyřhra                                 |
| Grand Slam (0–0)                                         |
| Tennis Masters Cup / ATP World Tour Finals (0–0)         |
| ATP Masters Series / ATP World Tour Masters 1000 (0–0)   |
| ATP International Series Gold / ATP World Tour 500 (0–0) |
| ATP International Series / ATP World Tour 250 (1–0 Č)    |

### Čtyřhra: 1 (1–0)
| Stav  | č. | datum         | turnaj            | povrch | spoluhráč     | soupeři ve finále          | výsledek         |
| ----- | -- | ------------- | ----------------- | ------ | ------------- | -------------------------- | ---------------- |
| Vítěz | 1. | 2. srpna 2015 | Gstaad, Švýcarsko | antuka | Denis Istomin | Oliver Marach Ajsám Kúreší | 3–6, 6–2, [10–5] |

## Finále na challengerech ATP
| Legenda – tituly        |
| ----------------------- |
| Challengery (0 D; 12 Č) |
| Futures (1 D; 15 Č)     |

### Čtyřhra

#### Vítěz
| č.  | datum              | turnaj                 | povrch    | spoluhráč          | poražení finalisté                    | výsledek                   |
| --- | ------------------ | ---------------------- | --------- | ------------------ | ------------------------------------- | -------------------------- |
| 1.  | 23. listopadu 2013 | Ťumeň, Rusko           | tvrdý (h) | Sergej Betov       | Ivan Anikanov Ante Pavić              | 6–4, 6–2                   |
| 2.  | 22. února 2014     | Nur-Sultan, Kazachstán | tvrdý (h) | Sergej Betov       | Andrej Golubjev Jevgenij Koroljov     | 6–1, 6–4                   |
| 3.  | 16. května 2014    | Samarkand, Uzbekistán  | antuka    | Sergej Betov       | Šonigmatjon Šofajzijev Vaja Užakov    | 6–4, 6–3                   |
| 4.  | 23. května 2014    | Karši, Uzbekistán      | tvrdý     | Sergej Betov       | Kung Mao-sin Peng Hsien-yin           | 7–5, 1–6, [10–6]           |
| 5.  | 14. června 2014    | Fargʻona, Uzbekistán   | tvrdý     | Sergej Betov       | Nicolás Barrientos Stanislav Vovk     | 6–7(6–8), 7–6(7–1), [10–3] |
| 6.  | 13. července 2014  | Portorož, Slovinsko    | tvrdý     | Sergej Betov       | Ilija Bozoljac Flavio Cipolla         | 6–0, 6–3                   |
| 7.  | 9. listopadu 2014  | Ortisei, Itálie        | tvrdý (h) | Sergej Betov       | James Cluskey Austin Krajicek         | 6–4, 5–7, [10–6]           |
| 8.  | 19. března 2016    | Kazaň, Rusko           | tvrdý (h) | Igor Zelenay       | Konstantin Kravčuk Philipp Oswald     | 6–2, 4–6, [10–6]           |
| 9.  | 4. června 2016     | Prostějov, Česko       | antuka    | Igor Zelenay       | Julio Peralta Hans Podlipnik-Castillo | 6–4, 6–4                   |
| 10. | 20. srpna 2016     | Cordenons, Itálie      | antuka    | Andre Begemann     | Roman Jebavý Zdeněk Kolář             | 5–7, 6–4, [11–9]           |
| 11. | 17. září 2016      | Štětín, Polsko         | antuka    | Andre Begemann     | Johan Brunström Andreas Siljeström    | 7–63, 6–77, [10–4]         |
| 12. | 30. října 2016     | Budapešť, Maďarsko     | tvrdý (h) | Andreas Siljeström | James Cerretani Philipp Oswald        | 7–63, 6–4                  |

#### Finalista
| č. | datum         | turnaj            | povrch    | spoluhráč           | vítězové                              | výsledek |
| -- | ------------- | ----------------- | --------- | ------------------- | ------------------------------------- | -------- |
| 1. | 25. září 2011 | Trnava, Slovensko | antuka    | Andrej Vasiljevskij | Colin Ebelthite Jaroslav Pospíšil     | 3–6, 4–6 |
| 2. | 9. října 2011 | Palermo, Itálie   | antuka    | Andrej Vasiljevskij | Tomasz Bednarek Mateusz Kowalczyk     | 2–6, 4–6 |
| 3. | 4. února 2012 | Kazaň, Rusko      | tvrdý (h) | Mateusz Kowalczyk   | Sanchai Ratiwatana Sonchat Ratiwatana | 3–6, 1–6 |